# Żytowań
Żytowań (niem. Seitwann, łuż. Žytowań) – wieś w Polsce położona w województwie lubuskim, w powiecie krośnieńskim, w gminie Gubin.
W latach 1975–1998 miejscowość administracyjnie należała do województwa zielonogórskiego.

## Historia
Wieś nazywała się w roku 1370 (niem. Sythewin), a w 1421 i od 1591 Seitwann. Należała do klasztoru w Neuzelle od 1280/81 aż do 1817 roku. Była kilkakrotnie dawana pod zastaw wielu rodzinom: rodzinie von Bomsdorf do XV wieku, w XVI wieku rodzinom von Steinkeller, von Maxen, von Blauen i w XVII wieku ponownie rodzinie von Bomsdorf. Powracała jednak do klasztoru i należała do jego majątku do 1817 roku. Znajdował się tutaj barokowy kościół katolicki, który w 1746 roku poświęcił opat Martinus z Nauzelle, ale w ostatnich miesiącach wojny SS wysadziło zabytkowy kościół, ponieważ był widoczny z daleka i stanowił łatwy cel dla radzieckiej artylerii. Na początku XIX wieku stał nad Nysą domek przewoźników. Folwark sprzedano w 1928 roku, a drewniany most przez Nysę w kierunku (niem. Coschen) został w lutym 1945 roku wysadzony. W czasie działań wojennych wieś w 25% została zniszczona.
W strażnicy w Żytowaniu od 28 maja do 12 czerwca 1945 roku granicę ochraniał 32 Pułk Piechoty 8 Dywizji Piechoty. Pomiędzy Żytowaniem a Kosarzynem znajdował się od 12 czerwca do 25 września posterunek graniczny 6 kompanii piechoty 38 Pułku Piechoty 11 Dywizji Piechoty. W Żytowaniu stacjonował sztab 1 batalionu 15 Pułku Piechoty 5 Dywizji Piechoty.
Po powstaniu w 1945 roku Wojsk Ochrony Pogranicza w Żytowaniu w ramach 2 Oddziału WOP zostaje zorganizowana 34 strażnica, której komendantami byli chor. Kurowski i ppor. Leon Gruza. W 2002 roku, po różnych reorganizacjach, strażnica weszła w skład GPK Gubin. W październiku 2010 roku obiekty po byłej strażnicy zostały wystawione na sprzedaż przez Oddział Terenowy Agencji Mienia Wojskowego w Gorzowie Wielkopolskim. 
W 1939 roku zamieszkiwało tu 229 osób, w 1988 roku 151, a w 1999 roku 123 osoby.